# Конституанта
Конституанта (Конституційна Асамблея, Установчі Збори; фр. assemblee constituante — установчі збори, фр. pouvoir constituant — установча влада) — орган установчої влади; всенародний вищий колегіальний тимчасовий представницький орган, спеціально утворений для розробки й ухвалення конституції держави.
У різних країнах конституанта має різні назви: установчі збори, національні, народні, конституційні збори, конституційна асамблея, конституційний конгрес, конституційний конвент тощо.
Перші у світі конституції (США та Франції) були ухвалені саме установчими зборами ще у XVIII ст.
Першими в історії установчими зборами був Континентальний конгрес, який 1776 року ухвалив Декларацію незалежності США. Відтак Конституційний конвент, скликаний 1787 року в Філадельфії, завершився ухваленням Конституції США.
Із початком Великої французької революції (1789) Генеральні штати Франції (представницький орган, що об'єднував депутатів від трьох станів: шляхетського, духовного та «третього», тобто буржуазії) оголосив себе Національними зборами, які стали першою французькою конституантою (загалом в історії країни їх було 5). Національні збори ухвалили Декларацію прав людини та громадянина та Конституцію 1791 року (згідно з нею, Франція з абсолютної монархії перетворилася на конституційну). Вже наступного року (1792) зібралася друга французька конституанта (Конвент), яка проголосила у Франції Першу Республіку та розробила, один за одним, проєкти двох конституцій — радикальної (якобінської) 1793 року (ніколи не діяла) та поміркованої («термідоріанської») 1795-го.
Прийняття основного закону спеціально обраною Конституантою здебільшого відбувалося після та в результаті якихось надзвичайних подій:
- воєн, революцій, системних криз: США (1776, 1787), (Франція 1789, 1792, 1848, 1871, 1945), Іспанії (1812), Норвегія (1814), Німеччина (1848), Королівство Сербів, Хорватів і Словенців (1920), Бразилія (1988), Колумбія (1991), Камбоджа (1993), Непал
- руйнації імперій: Австрія (1918), Росія (1918), Німеччина (1919), Туреччина (1922)
- здобуття політичної незалежності: Бельгія (1831), Польща (1919), Латвія (1919), Литва (1920), Чехословаччина (1920), Грузія (1921), Індія (1950), Естонія (1992)
- падіння тоталітарних режимів: Італія (1947), Португалія (1976), Болгарія (1991), Румунія (1992), Південна-Африканська Республіка (1996).

Концепцію установчої влади сформулював за часів Великої французької революції абат Еммануель-Жозеф Сієс. Згідно з цією концепцією, установча влада первинна щодо всіх інших влад: законодавчої, виконавчої та судової.
Установча влада є найвищим виявом суверенітету — найвищої влади народу, який, реалізуючи її через своїх спеціально і лише для цього обраних представників (установчі збори), ухвалює конституцію. Депутати установчих зборів через загальне волевиявлення отримують спеціальний (прямий) мандат від народу, який дає їм право брати участь у вирішенні питань прийняття конституції. Наявність такого мандата забезпечує найвищий рівень легітимності прийнятих у такий спосіб конституцій.
Конституанти бувають суверенні й несуверенні. Суверенні не тільки розробляють, а й ухвалюють нову конституцію. Несуверенні лише розробляють, а ухвалюють основний закон або на всенародному референдумі (Франція, 1946; Румунія, 1991), або інший державний орган.
Можливість зміни Конституції за посередництвом конституанти зафіксована в основних законах багатьох держав. Наприклад, Конституція Російської Федерації передбачає, що для зміни її розділів 1 (Основи конституційного ладу), 2 (Права та свободи людини і громадянина) та 9 (Конституційні поправки та перегляд Конституції) треба скликати спеціальні Конституційні збори (щоправда, закон про порядок їхнього скликання ніколи не був ухвалений). У США зміна федеральної Конституції залежить від рішень конституційних зборів 3/4 штатів.
На сьогодні, виходячи з прагматичних мотивів, найпоширенішою є практика ухвалення конституцій (або внесення до неї змін) парламентами. При цьому, аби надати основному закону більшої легітимності, ухвалені парламентами рішення можуть бути затверджені на всенародному референдумі. Але референдум не є прямим замінником Конституанти (оскільки йдеться про великий за обсягом документ, конституцію, надзвичайно важливим є питання довіри до розробників основного закону).

## Ідея Конституанти в Україні
12 листопада (30 жовтня) 1917 Українська Центральна Рада ухвалила основи законопроєкту про вибори до Українських Установчих зборів. Третім Універсалом УЦР було призначено день виборів — 27 грудня 1917 та день скликання УУЗ — 9 січня 1918. Самі вибори проходили вже в умовах війни з більшовиками і тому не були завершені. Вибори відбулися лише на вільних від більшовицької окупації територіях у 171 виборчому окрузі (загальна кількість утворених округів — 301).
Західноукраїнська Народна Республіка від моменту свого утворення також орієнтувалася на Конституанту. Українська Національна Рада у своєму статуті, ухваленому у Львові 18 жовтня 1918 року, називає себе Конституантою. 13 листопада вона ухвалила Тимчасовий основний закон, який передбачав скликання установчих зборів для прийняття Конституції ЗУНР. Цього не сталося через польську окупацію Галичини.
Чинна Конституція України не передбачає існування в країні установчої влади.
У лютому 1996 року Верховна Рада України розглядала законопроєкт, який передбачав ухвалення Конституції через механізм Конституційних зборів, але він не пройшов. Відтак час від часу окремі політики, правники й аналітики (наприклад, Іван Гель, Тарас Стецьків, Анатолій Ткачук, Ігор Коліушко, Сергій Дацюк) виступають з ініціативою створення в Україні конституанти.